# Галогеналканы

Трихлорметан (хлороформ)

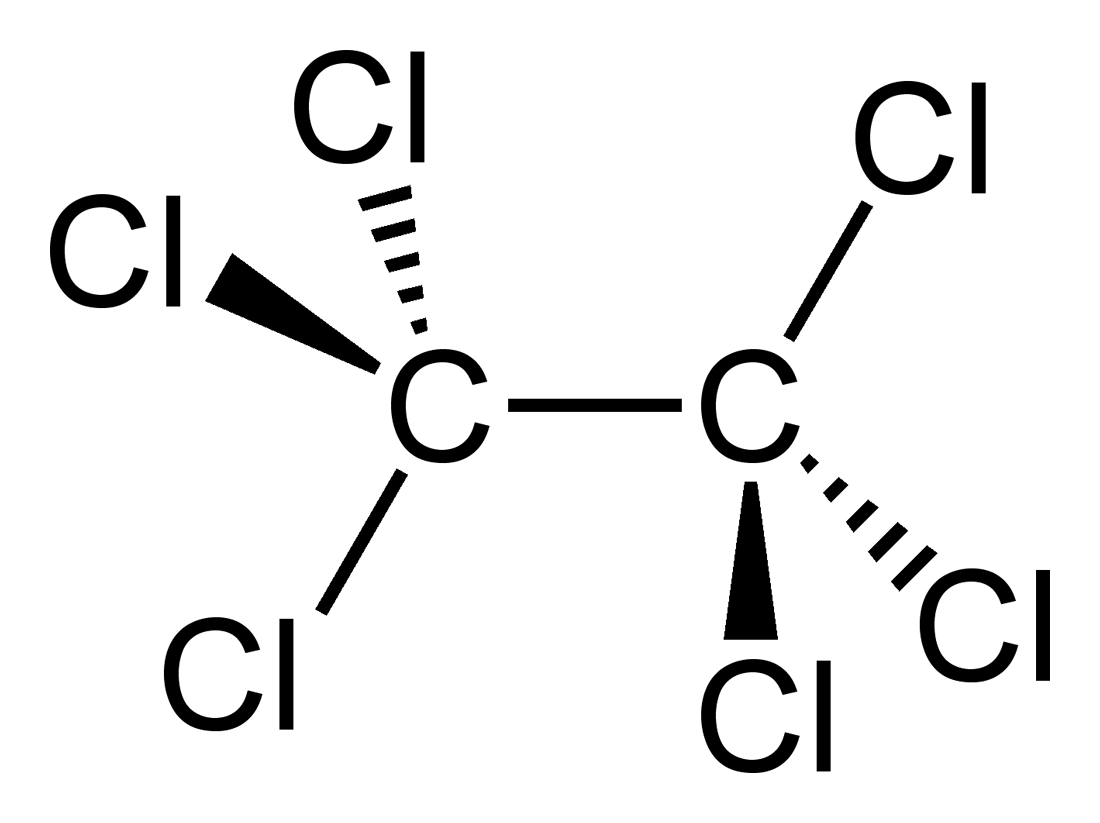
Гексахлорэтан

Галогеноалканы (алкилгалогениды) — органические соединения, которые содержат в своём составе связь «углерод-галоген». Их строение можно представить, исходя из строения углеводорода, в котором связь С-Н заменена на связь С-Х, (Х — фтор, хлор, бром, йод). В силу того, что атомы галогенов являются более электроотрицательными, чем атом углерода, связь С-Х поляризована таким образом, что атом галогена приобретает частичный отрицательный заряд, а атом углерода — частичный положительный. Соответственно, алкилгалогениды являются ярко выраженными электрофилами, и на этом свойстве основано их применение в органическом синтезе.

## Номенклатура
Согласно рекомендациям ИЮПАК, галогеналканы следует называть по заместительной либо радикало-функциональной номенклатуре. В заместительной номенклатуре атомы галогенов обозначаются приставками «фтор-», «хлор-», «бром-» или «иод-», которые добавляются к названию родоначального углеводорода с указанием перед ними локанта — номера атома углерода, с которым связан галоген. Например, вещество CH3-CHBr-CH2-CH3 будет называться «2-бромбутан». При наличии в составе молекулы нескольких атомов одного и того же галогена необходимо указать все локанты, а также использовать соответствующие множащие приставки: «ди-», «три-», «тетра-» и т. д. Так, Br-CH2-CH2-Br называется «1,2-дибромэтан».
Название соединения по радикало-функциональной номенклатуре составляется из названия органического радикала и класса соединения («фторид», «хлорид», «бромид», «иодид») с использованием, если необходимо, множащих приставок. Например, CH3-CHBr-CH2-CH3 — втор-бутилбромид; Br-CH2-CH2-Br — этилендибромид. Эта номенклатура, как правило, применяется для простых галогеналканов, в составе которых содержится один атом галогена.
Традиционно в русском языке используется также другой вариант радикало-функциональной номенклатуры, в котором класс галогеналкана выражается в виде прилагательных «фтористый», «хлористый», «бромистый», «иодистый». Например, метилиодид — иодистый метил, изопропилхлорид — хлористый изопропил.
В рамках номенклатуры ИЮПАК сохраняются некоторые тривиальные названия галогеналканов: хлороформ CHCl3, бромоформ CHBr3 и иодоформ CHI3. Полностью галогенированные алканы, в которых на галоген замещены все атомы водорода, называются пергалогенированными.
Галогеналканы делятся по признаку строения углеводородного радикала, к которому присоединён атом галогена. Выделяют первичные (RCH2X), вторичные (R2CHX) и третичные галогениды (R3CX).

## Строение и физические свойства

### Строение молекул
| Молекула | Электроотрицательность галогена | Длина связи C—X, Å | Дипольный момент, D |
| -------- | ------------------------------- | ------------------ | ------------------- |
| CH3F     | 4,0                             | 1,39               | 1,85                |
| CH3Cl    | 3,0                             | 1,78               | 1,87                |
| CH3Br    | 2,8                             | 1,93               | 1,81                |
| CH3I     | 2,5                             | 2,14               | 1,62                |

Галогены являются электроотрицательными элементами, поэтому введение их в молекулы приводит к возникновению полярных связей типа C—X, где X — атом галогена. Такое смещение электронной плотности называют отрицательным индуктивным эффектом галогена; на атоме углерода возникает частичный положительный заряд, а на атоме галогена — частичный отрицательный заряд. Наиболее полярной является связь со фтором (как наиболее электроотрицательным галогеном), а наименее полярной — с иодом. Количественно полярность связи выражается при помощи величины дипольного момента, который учитывает частичные заряды на атомах и расстояние между этими зарядами (то есть длину связи). Поскольку эти два компонента изменяются в противоположных направлениях, дипольный момент в ряду связей C—X изменяется неравномерно.
Из связей типа C—X только связь С—F (464 кДж/моль) прочнее связи C—H (414 кДж/моль). Энергия связи уменьшается при увеличении радиуса галогена и длины связи: C—Cl (355 кДж/моль), C—Br (309 кДж/моль), C—I (228 кДж/моль).

### Физические свойства
Галогеналканы, в основном, бесцветны, хотя иодиды на свету могут в небольшой степени разлагаться и приобретать красную или коричневую окраску из-за выделяющегося иода. Низшие галогениды имеют сладковатый запах.
Галогеналканы почти не растворяются в воде, но смешиваются со многими органическими растворителями.
Температура кипения галогеналканов отражает силу их межмолекулярного взаимодействия в жидком состоянии. Обеспечивают межмолекулярное взаимодействие преимущественно силы Ван-дер-Ваальса. При рассмотрении температуры кипения различных галогеналканов можно заметить следующие зависимости:
1. Разветвлённые изомеры имеют более низкую температуру кипения, чем линейные (н-бутилбромид — 100 °С, трет-бутилбромид — 72 °С). Причина заключается в том, что разветвлённые соединения имеют более сферическую форму и меньшую площадь поверхности. Из-за этого силы Ван-дер-Ваальса проявляются слабее.
2. Если сравнивать алкан и галогеналкан сходной структуры и молекулярной массы, то температура кипения галогеналкана будет выше (этан — −89 °С, бромметан — 4 °С). Это связано с полярностью галогенида и большей поляризуемостью брома по сравнению с метилом.
3. Температуры кипения фторалканов близки к температурам кипения алканов соответствующей молекулярной массы (н-гексан — 69 °С, 1-фторпентан — 63 °С). Это связано с небольшим размером фтора и его низкой поляризуемостью[5].

Плотность жидких галогеналканов выше, чем плотность алканов соответствующей молекулярной массы. Это объясняется тем, что галогены в принципе имеют большую массу на единицу объёма. Например, атом брома и метильная группа имеют практически одинаковый ван-дер-ваальсовский радиус, но атомная масса брома в 5 раз выше. Также плотности всех бромалканов и иодалканов выше плотности воды (1,46 г/мл при 25 °С у бромэтана и 1,936 г/мл у иодэтана). Хлоралканы легче воды (0,891 г/мл у 1-хлорпропана), но ди- и полихлоралканы уже тяжелее воды (1,48 г/мл у хлороформа, 2,89 г/мл у бромоформа, 4,00 у иодоформа).

## Получение
Общими методами получения галогеналканов являются реакции галогенирования и гидрогалогенирования, но конкретные способы получения зависят от природы галогена.

### Получение фторалканов
В промышленности монофторалканы и дифторалканы синтезируют двумя способами. Первый из них заключается в присоединении фтороводорода к алкенам или алкинам. Второй основан на замещении хлора или брома на фтор под действием фтороводорода или фторидов металлов.
{\displaystyle {\mathsf {CH_{2}\!\!=\!\!CH_{2}+HF\rightarrow CH_{3}CH_{2}F}}}
{\displaystyle {\mathsf {RCl+KF\rightarrow RF+KCl}}}
Разработаны также подходы к синтезу моногидроперфторалканов CnHF2n+1. Их получают присоединением HF к перфторалкенам или декарбоксилированием перфторкарбоксилатов в присутствии доноров протонов.
Перфторалканы получают фторированием алканов под действием фторида кобальта(III) или фторида серебра(II), а также электрохимическими методами.
{\displaystyle {\mathsf {R_{3}CH+2CoF_{3}\rightarrow R_{3}CF+HF+2CoF_{2}}}}
{\displaystyle {\mathsf {2CoF_{2}+F_{2}\rightarrow 2CoF_{3}}}}

### Получение хлоралканов
Хлорметан синтезируют в промышленности как хлорированием метана, так и замещением OH-группы в метаноле под действием хлороводорода. Второй из этих методов набирает всё большую популярность, поскольку он, в отличие от первого, не создаёт в процессе производства побочный хлороводород, который необходимо утилизировать, а расходует его. Комбинация обоих методов позволяет производить хлорметан без особо больших выбросов хлороводорода. Дихлорметан и трихлорметан также получают реакцией хлорирования метана. Для получения тетрахлорметана также используют хлорирование метана, но некоторые заводы основаны на хлоририровании сероуглерода.
{\displaystyle {\mathsf {CH_{4}+Cl_{2}{\xrightarrow[{}]{hv}}CH_{3}Cl+HCl}}}
{\displaystyle {\mathsf {CH_{3}OH+HCl{\xrightarrow[{}]{Al_{2}O_{3}}}CH_{3}Cl+H_{2}O}}}
{\displaystyle {\mathsf {CS_{2}+2Cl_{2}\rightarrow CCl_{4}+2S}}}
Этилхлорид получают хлорированием этана, а более замещенные хлорэтаны — присоединением HCl или Cl2 к этилену или винилхлориду. 2-Хлорпропан образуется при присоединении HCl к пропену. Бутилхлорид и трет-бутилхлорид получают из соответствующих спиртов: бутанола-1 и трет-бутилового спирта под действием HCl.
Также в промышленности производят хлорированные парафины, которые представляют собой смеси, полученные воздействием газообразного хлора на смеси алканов с цепью разной длины (C10-C13, C14-C17, C18-C20, C20-C28).

### Получение бромалканов
Бромалканы в промышленности получают, в основном, реакциями присоединения и замещения. Бром быстро и количественно присоединяется по двойным углерод-углеродным связям, образуя дибромиды. Монобромиды получают присоединением к алкенам бромоводорода. Если алкен несимметричный, то региоселективность такого присоединения зависит от условий реакции: в условиях ионного механизма оно отвечает правилу Марковникова. Если реакцию проводить в радикальных условиях, её региоселективность противоположна (образуется менее замещённый бромид).
{\displaystyle {\mathsf {RCH\!\!=\!\!CH_{2}+HBr{\xrightarrow[{}]{FeBr_{3}}}RCHBrCH_{3}}}}
{\displaystyle {\mathsf {RCH\!\!=\!\!CH_{2}+HBr{\xrightarrow[{}]{O_{2}}}RCH_{2}CH_{2}Br}}}
Реакции замещения заключаются в замещении некоторого атома в органическом соединении на бром. В случае алканов реакцию проводят с использованием молекулярного брома при термическом, фотохимическом или ином инициировании. Такое замещение оказывается полезным только в том случае, если замещение происходит не случайным образом в нескольких положениях, а преимущественно в одном — там, где атом водорода отрывается наиболее легко.
{\displaystyle {\mathsf {R_{3}CH+Br_{2}{\xrightarrow[{}]{t,hv}}R_{3}CBr+HBr}}}
Также в промышленности применяются другие реакции замещения на бром:
- замещение гидроксильной группы под действием HBr, PBr3 или P/Br2;
- замещение хлора;
- замещение карбоксильной группы при обработке солей карбоновых кислот бромом или бромидом натрия в присутствии оксона[15].

Иногда токсичный молекулярный бром можно заменить другими бромирующими агентами: N-бромсукцинимидом, 1,3-дибром-5,5-диметилгидантоином, трибромизоциануровой кислотой, а также кристаллическими трибромидами аммония, сульфония и фосфония.

### Получение иодалканов
Иодалканы получают, обрабатывая спирты смесью иода и красного фосфора. Так, например, получают иодметан и иодэтан. Также применяют реакции присоединения иода или галогенидов иода к алкенам, замещения хлора или брома под действием иодидов щелочных металлов и реакцию спиртов с трифенилфосфитом и иодметаном.

## Химические свойства

### Реакции нуклеофильного замещения
Галогеналканы вступают в реакции с разнообразными нуклеофилами. В этих процессах нуклеофил присоединяется к атому углерода, связанному с галогеном, а атом галогена выступает как уходящая группа. Суммарно происходит замещение атома галогена нуклеофилом.
{\displaystyle {\mathsf {Nu^{-}+R\!\!-\!\!X\rightarrow R\!\!-\!\!Nu+X^{-}}}}
Благодаря разнообразию нуклеофилов галогеналканы можно превратить в органические соединения самых различных классов: спирты, амины, простые и сложные эфиры, нитрилы, другие галогеналканы и т. д..
{\displaystyle {\mathsf {RCH_{2}X+NaOH\rightarrow RCH_{2}OH+NaX}}}
{\displaystyle {\mathsf {RCH_{2}X+NH_{3}\rightarrow RCH_{2}NH_{3}^{+}X^{-}\rightarrow RCH_{2}NH_{2}}}}
{\displaystyle {\mathsf {RCH_{2}X+RONa\rightarrow RCH_{2}OR+NaX}}}
{\displaystyle {\mathsf {RCH_{2}X+RCOONa\rightarrow RCH_{2}OCOR+NaX}}}
{\displaystyle {\mathsf {RCH_{2}X+NaCN\rightarrow RCH_{2}CN+NaX}}}
{\displaystyle {\mathsf {RCH_{2}X+NaI\rightarrow RCH_{2}I+NaX}}}
Все эти реакции протекают преимущественно по двум механизмам: мономолекулярному SN1 и бимолекулярному SN2. Оба приводят к одному и тому же продукту с точки зрения структуры, но имеют некоторые кинетические и стереохимические отличия.
Механизм SN1 характерен для третичных галогенидов и других галогенидов, которые при отщеплении галогенид-иона дают устойчивые карбокатионы (например, аллилгалогенидов и бензилгалогенидов). Вторичные галогениды вступают в эту реакцию медленнее, а первичные — совсем медленно. Согласно механизму SN1, реакция нуклеофильного замещения протекает в две стадии: сначала происходит гетеролитический разрыв связи С-Х, а затем образовавшийся карбокатион реагирует с нуклеофилом. Реакция имеет первый порядок по субстрату; её скорость не зависит от концентрации нуклеофила. Если в исходном галогениде атом галогена был связан с хиральным атомом углерода, то в ходе реакции хиральность утрачивается и образуется рацемический продукт.
Механизм SN2 характерен для первичных галогенидов и чуть менее для вторичных галогенидов, поскольку его реализации мешают стерические препятствия, возникающие в сильно замещённых галогенидах. Согласно механизму SN2, реакция нуклеофильного замещения протекает в одну стадию: нуклеофил образует связь с атомом углерода при одновременном разрыве связи с уходящей группой. Реакция имеет первый порядок по субстрату и первый порядок по нуклеофилу. Если в исходном галогениде атом галогена был связан с хиральным атомом углерода, то в ходе реакции происходит обращение конфигурации: .
Реализация конкретного механизма зависит от типа галогенида (стерических препятствий, стабилизации карбокатиона), нуклеофильности реагента, характера растворителя (его ионизирующей и сольватационной способности), природы уходящей группы.

### Реакции отщепления
Под действием оснований, в том числе щелочей, происходит отщепление галогеноводородов HX от галогеналканов и образуются алкены. Такие реакции также называют β-элиминированием (по месту отщепления атома водорода) и классифицируют по механизмам E1 (мономолекулярный) и E2 (бимолекулярный).
В бимолекулярном механизме E2 происходит синхронное отщепление протона основанием, образование двойной С=С-связи и отщепление уходящей группы. В механизме E1 (также E1cB) стадия отщепления протона выделяется в отдельную стадию и является скоростьлимитирующей.

Механизм E2

Механизм E1cB

Если при отщеплении галогеноводорода может получиться два изомерных алкена, их соотношение регулируется правилом Зайцева. Основания, которые применяются при проведении реакций отщепления, являются также нуклеофилами, поэтому с реакциями отщепления конкурируют реакции нуклеофильного замещения.
Тригалогенметаны вступают в реакции α-элиминирования, когда протон и галогенид-ион отщепляются у одного и того же атома углерода. При этом происходит образование карбенов.
{\displaystyle {\mathsf {CHCl_{3}+NaOH\rightarrow CCl_{2}+NaCl+H_{2}O}}}
Известно также отщепление молекул галогена от дигалогенидов. Под действием цинка в спиртовой среде 1,2-дигалогениды превращаются в алкены. Если атомы галогена расположены в более удалённых положениях эта реакция приводит к образованию циклоалканов.

### Получение металлоорганических соединений
Галогеналканы реагируют с активными металлами, образуя металлоорганические соединения либо продукты их дальнейшего превращения. При реакции с натрием происходит образование натрийорганического соединения, которое реагирует со второй молекулой галогеналкана, давая алкан с удвоенным числом атомов углерода. Данное превращение известно как реакция Вюрца.
В среде диэтилового эфира или ТГФ галогеналканы вступают в реакцию с металлическим магнием, образуя реактивы Гриньяра RMgX. Эти реагенты широко используются в органическом синтезе в качестве нуклеофильных реагентов. Аналогичным способом, по реакции с литием, получают литийорганические реагенты.

### Реакция Фриделя — Крафтса
Галогеналканы применяют для алкилирования по Фриделю — Крафтсу. При этом галогеналканы реагируют с ароматическими соединениями в присутствии кислот Льюиса.

## Применение

### Применение фторалканов
Фторалканы представляют интерес как более безопасный класс фреонов по сравнению с хлорсодержащими фреонами. Последние выходят из употребления в связи с запретами в законодательстве различных стран. Фторалканы не оказывают вредного воздействия на озоновый слой и оказывают низкий вклад в парниковый эффект. Перфторалканы (например, перфтордекалин) применяются в производстве кровезаменителей.

### Применение хлоралканов
Большую долю рынка хлорметанов занимает четырёххлористый углерод, основное использование которого заключается в дальнейшем производстве фреонов трихлорфторметана (R-11) и дифтордихлорметана (R-12). С 1976 года, когда появилась теория разрушения озонового слоя, производство четырёххлористого углерода снижается. Также его применяют как дезинфицирующее средство и фунгицид для зерновых.
Хлорметан и дихлорметан занимают по 25 % рынка хлорметанов. Хлорметан расходуется преимущественно на производство силиконов (60-80 % от рынка). Его использование в производстве топливной присадки тетраметилсвинца постепенно сокращается. Дихлорметан используют преимущественно в качестве моющего средства и растворителя для краски (40-45 %), для создания давления в аэрозолях (20-25 %), а также в качестве экстрагирующего растворителя.
Трихлорметан среди хлорметанов занимает наименьшую долю рынка (16 %). В основном он используется для производства дифторхлорметана (R-22) (90 % от производимого количества). Также он находит применение как экстрагирующий растворитель. Из-за токсикологических свойств его практически не применяют в качестве ингаляционного анестетика.
Хлорэтан находит широкое применение в производстве тетраэтилсвинца. По состоянию на 2006 год, 80-90 % хлорэтана в США и около 60 % в Европе приходилось на эту отрасль. Поскольку потребность в этой присадке резко уменьшается, сокращается также и производство хлорэтана. В сравнительно небольшом количестве хлорэтан используется для получения этилцеллюлозы и для реакций алкилирования.
1,1-Дихлорэтан используется главным образом как сырьё для производства 1,1,1-трихлорэтана. 1,2-Дихлорэтан в основном используется (по данным 1981 года) для получения винилхлорида (около 85 % от общего количества). Около 10 % 1,2-дихлорэтана расходуют на производства других хлорсодержащих растворителей. Остальная часть находит применение в производстве этилендиаминов.
1,1,1-Трихлорэтан используют как промышленный растворитель, а также в текстильной промышленности и химчистке. Более токсичный 1,1,2-трихлорэтан нельзя использовать как растворитель, поэтому он используется как промежуточное соединение в производстве 1,1,1-трихлорэтана и 1,1-дихлорэтилена.